# 田村正勝
田村 正勝（たむら まさかつ、1945年 - ）は、日本の経済学者、早稲田大学名誉教授、一般社団法人 社会科学総合研究機構（RISS）名誉会長。難波田春夫の弟子。長野県松本市出身。

## 経歴
長野県松本深志高等学校卒業。1968年、早稲田大学第一政治経済学部卒業。1974年、早稲田大学大学院経済学研究科博士課程修了。1982年、早稲田大学教授。2015年、早稲田大学名誉教授。2020年、一般社団法人社会科学総合研究機構(RISS)名誉会長。2023年、瑞宝中綬章受章。

## 研究内容（田村正勝研究室　ホームページより引用）
社会科学も自然科学と同様に、専門分化しながら発展してきた。これは厳密な科学であるためには、一面では不可欠な方向である。しかし、そのような特殊科学だけが支配すると、これらは、社会現象を全体の諸関連として把握せず、抽象的に理解し、したがって現実離れしたモデル思考に陥る。そのような社会科学の欠陥を反省し、社会現象をトータルに把握し、諸現象の意味を解明する研究が「社会哲学」である。
小生の研究は、このような社会哲学であるから、現実の社会現象を、可能な限り広範囲に観察し、それらの意味連関を解明する。したがって従来の経済、政治、法律などの諸分野に加えて、環境問題やボランティア論まで、あるいは国際問題から地域コミュニティ論までを対象とし、具体的な実践もしている。 ただし、これらの研究の根底に思想・哲学研究があり、これに基づいて全てにアプローチしている。ゼミナール「社会科学古典研究」も、「古典」をとおして思想・哲学的思考をみにつけながら、現実の問題を考えることに重点を置く。

## 主な著書
- 『経済社会学研究－近代社会の論理を超えて』　(1977年/早稲田大学出版部)
- 『現代の経済社会体制－両体制の行方と近代の超克』　(1980年/新評論）
- 『世界経済動態論－ナショナリズム/ユニオニズム/グローバリズム』　(1983年/早稲田大学出版部)
- 『社会科学のための哲学』　(1986年/ 行人社)
- 『日本経済の新展開－人間復興の経済・余暇論』　(1989年/新評論)
- 『世界システムの「ゆらぎ」の構造：EU・東アジア・世界経済』　(1998年/早稲田大学出版部)
- 『新時代の社会哲学(新装版)－近代的パラダイムの転換』　(2000年/早稲田大学出版部)
- 『見える自然と見えない自然』　(2001年/行人社)
- 『社会科学原論講義』　(2007年/早稲田大学出版部)
- 『ボランティア論－共生理念と実践』　(2009年 編者/ミネルヴァ書房)
- 『社会哲学講義－近代文明の転生に向けて』　(2012年/ミネルヴァ書房)